# Hötorget
Hötorget (in italiano "la piazza del fieno") è una piazza situata nel centro di Stoccolma, più precisamente nella zona di Norrmalm.

## Descrizione
Seppur durante il giorno ospiti l'abituale mercato ortofrutticolo, a nord della piazza è anche possibile trovare il Konserthuset, studiato per ospitare concerti nonché sede della filarmonica reale e della cerimonia di consegna dei Premi Nobel ogni anno il 10 dicembre.

Inoltre sono presenti la Filmstaden Sergel (uno dei più grandi cinema multisala di Stoccolma), la Hötorgshallen (mercato alimentare coperto), ed il grande magazzino PUB (non più presente dagli anni '10). A ridosso della piazza svettano i cinque grattacieli Hötorgsskraporna.

## Galleria d'immagini

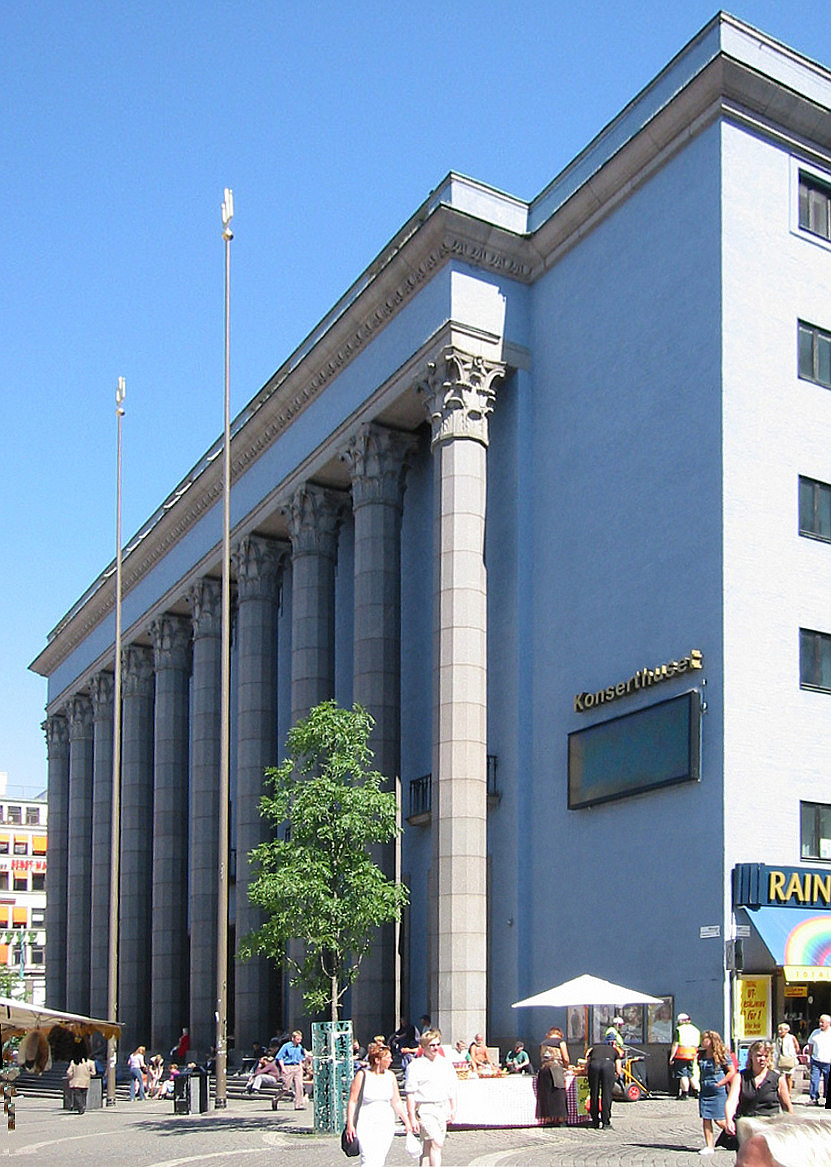
Konserthuset
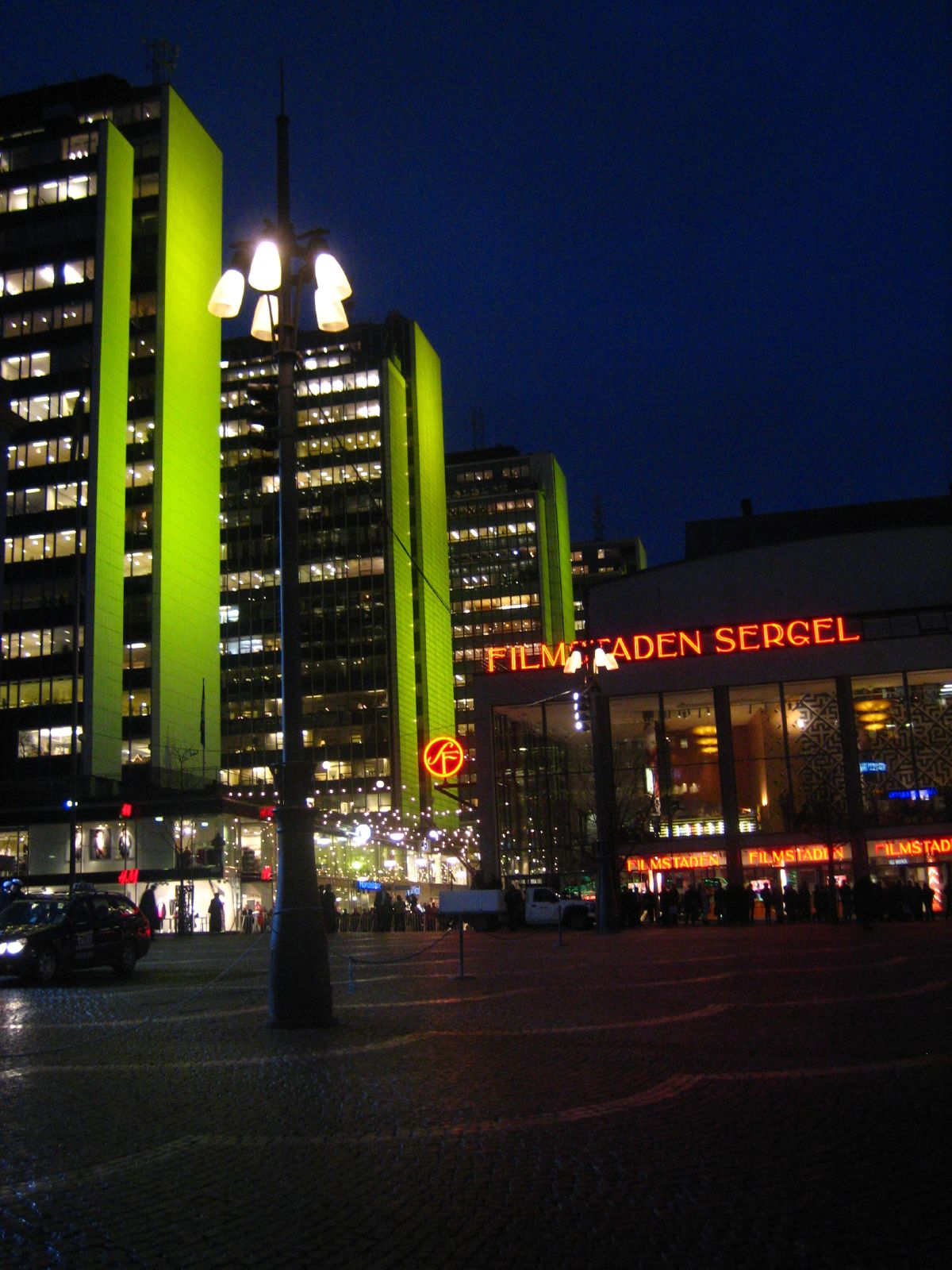
Cinema "Filmstaden Sergel"
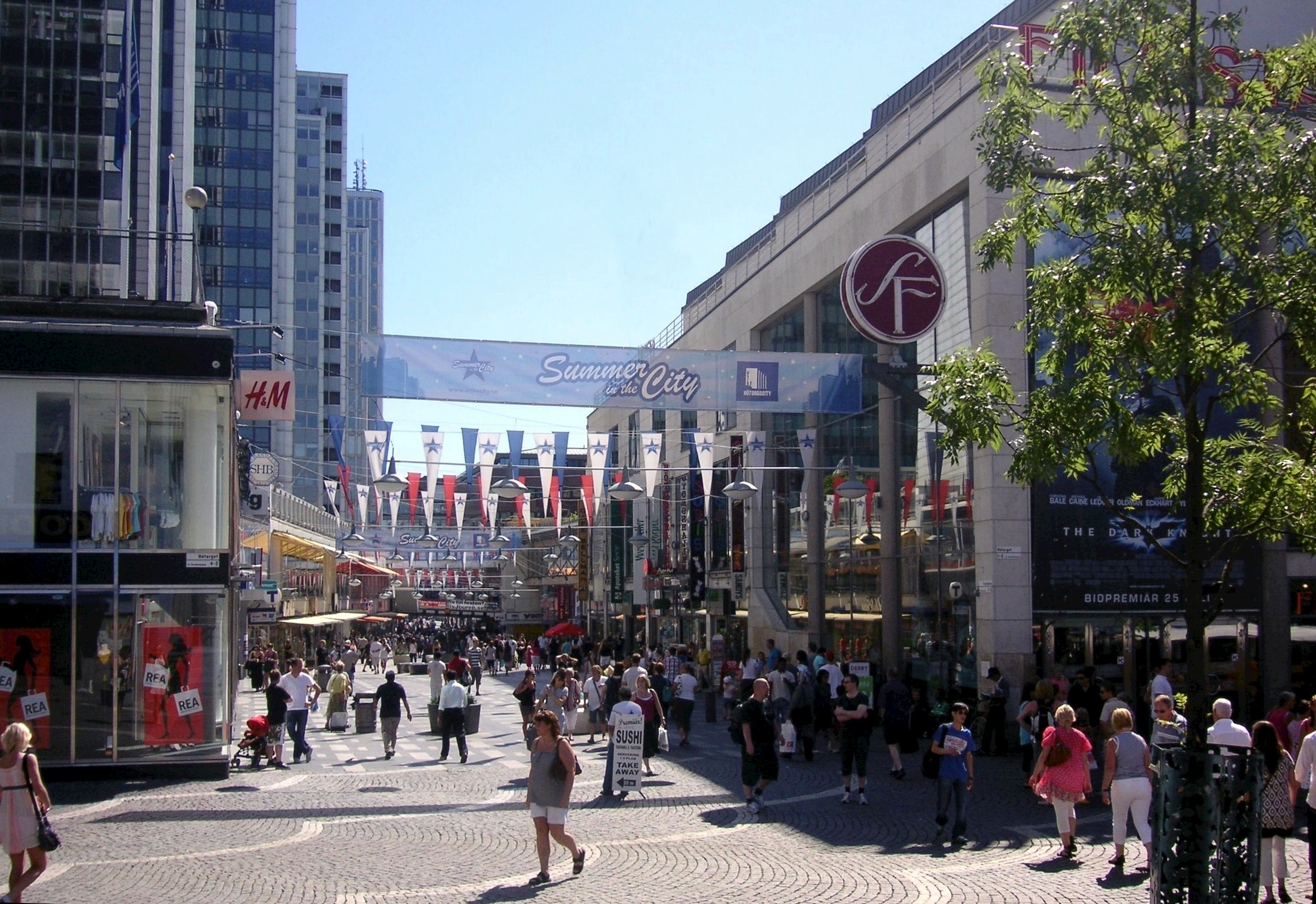
Scorcio sulla Sergelgatan
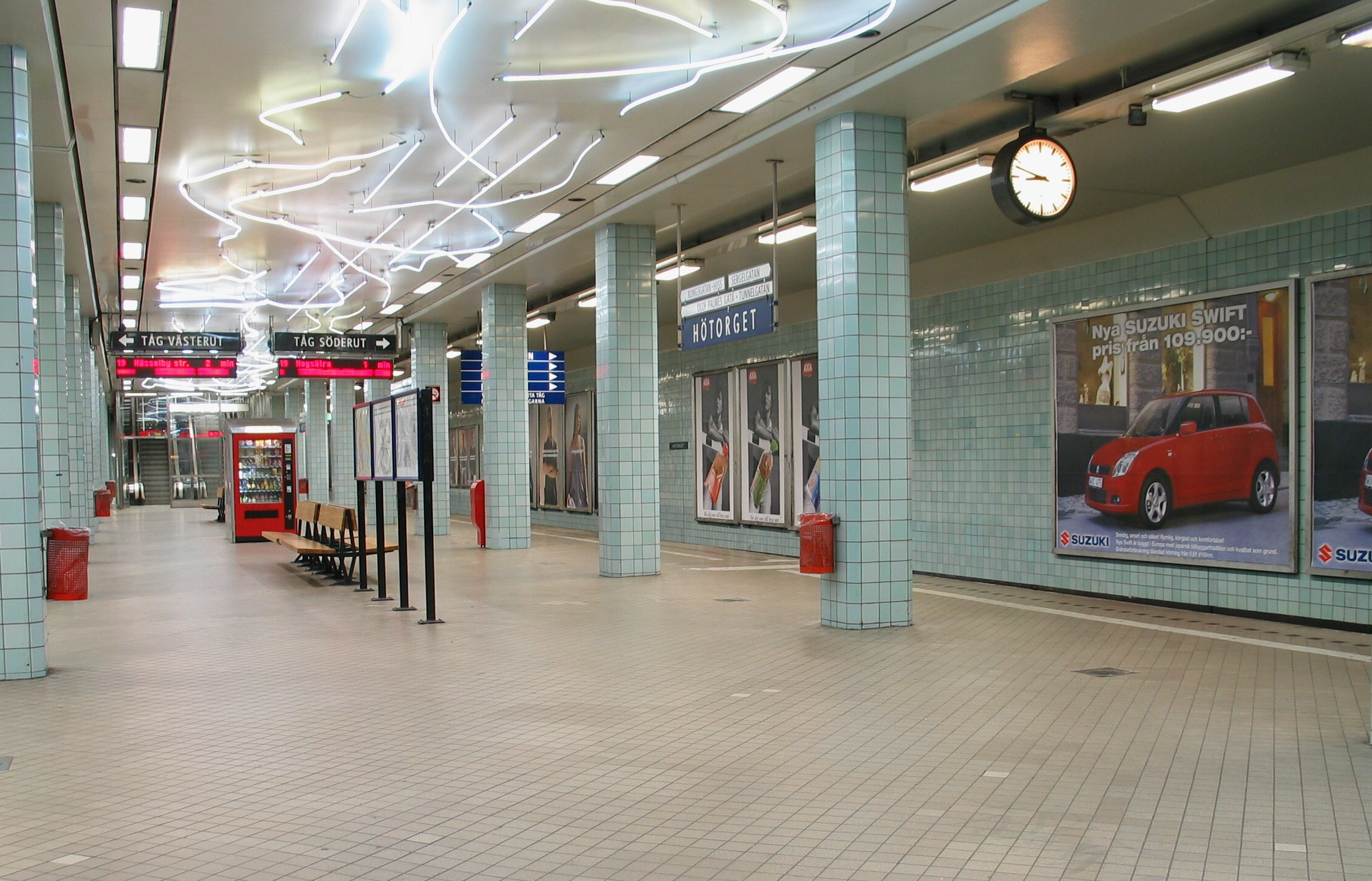
Stazione della metropolitana